# Aloe serriyensis
Aloe serriyensis é uma espécie de liliopsida do gênero Aloe, pertencente à família Asphodelaceae.